# Župnija Selca
Župnija Selca je rimskokatoliška teritorialna župnija dekanije Škofja Loka nadškofije Ljubljana.
V župniji Selca so postavljene Farne spominske plošče, na katerih so imena vaščanov iz okoliških vasi (Bukovica, Češnjica, Dolenja vas, Golica, Jamnik, Lajše, Rudno, Selca, Studeno, Spodnja Luša, Ševlje, Topolje), ki so padli na protikomunistični strani v letih 1942-1945. Skupno je na ploščah 45 imen.